# Delmira Agustini
Delmira Agustini (24 tháng 10 năm 1886 - 6 tháng 7 năm 1914) là một nhà thơ người Mỹ Latinh đầu thế kỷ 20.

## Tiểu sử
Sinh ra ở Montevideo, cô bắt đầu viết khi lên mười và có tập thơ đầu tiên được xuất bản khi cô vẫn còn là một thiếu nữ.
Agustini viết cho tạp chí La Alborada (The Dawn). Cô thành lập một phần của Thế hệ 1900, cùng với Julio Herrera y Reissig, Leopoldo Lugones và Rubén Darío, người mà cô coi là giáo viên của mình. Darío đã so sánh Agustini với Teresa của Ávila, nói rằng Agustini là nhà văn nữ duy nhất kể từ khi vị thánh thể hiện mình là phụ nữ.
Agustini chuyên về chủ đề tình dục nữ trong thời gian thế giới văn học bị đàn ông thống trị. Phong cách viết của Agustini được phân loại tốt nhất trong giai đoạn đầu tiên của chủ nghĩa hiện đại, với các chủ đề dựa trên các chủ đề giả tưởng và kỳ lạ.
Eros, thần tình yêu, tượng trưng cho sự khêu gợi và là nguồn cảm hứng cho những bài thơ của Agustini về thú vui xác thịt. Eros là nhân vật chính trong nhiều tác phẩm văn học của Agustini. Cô thậm chí còn dành cuốn sách thứ ba của mình cho vị thần này có tựa đề Los Cálices Vacíos (Chalices trống) vào năm 1913, được ca ngợi là lối vào một phong trào văn học mới, "La Vanguardia" (The Vanguard).

## Cuộc sống cá nhân và cái chết
Cô kết hôn với Enrique Job Reyes vào ngày 14 tháng 8 năm 1913. Cuộc ly hôn của họ được hoàn tất vào ngày 5 tháng 6 năm 1914. Một tháng sau đó, Reyes đã bắn chết Agustini hai lần vào đầu và sau đó tự sát. Cô chết trong ngôi nhà của mình ở Montevideo, Uruguay và được chôn cất tại Nghĩa trang trung tâm của thủ đô Montevideo.